# Luxemburgo (ciudad)
La Ciudad de Luxemburgo es la capital del Gran Ducado de Luxemburgo. Tiene una población estimada, a inicios de 2024, de 134 697 habitantes.
Está situada en la confluencia de los ríos Alzette y Pétrusse, al sur del país, y contiene el histórico castillo de Luxemburgo, establecido por los francos en la Alta Edad Media, y en base al cual la ciudad se desarrolló.
Se encuentra dividida en 24 distritos independientes.
Ciudad natal de uno de los fundadores del proyecto europeo, Robert Schuman, Luxemburgo es una de las tres ciudades que albergan las principales sedes de las instituciones europeas junto con Bruselas y Estrasburgo. La ciudad alberga algunas de las instituciones más importantes de la UE, entre ellas se encuentran el Tribunal de Justicia de la Unión Europea, el Banco Europeo de Inversiones, el Tribunal de Cuentas Europeo, el Secretaría General del Parlamento Europeo y la Oficina de Publicaciones.
Luxemburgo, a pesar de su tamaño, es una ciudad de importante presencia en la cultura centroeuropea. Fue Capital Europea de la Cultura en dos ocasiones, la primera en 1995 y más tarde en 2007. Los lugares de interés de la ciudad incluyen la Catedral de Santa María de Luxemburgo, las fortificaciones de la Edad Media (catalogadas como Patrimonio de la Humanidad por la UNESCO en 1994), el Palacio Gran Ducal, el Museo de Luxemburgo, la Plaza de Armas, el Ayuntamiento de la ciudad, entre otros.
Luxemburgo es una de las ciudades más ricas de Europa, habiéndose convertido en un importante centro financiero y administrativo.

## Toponimia
En 963, el conde Sigifredo I de Ardenne adquirió un promontorio rocoso que domina el río Alzette. Según el acta que registra la transacción, en ese momento se ubicaba allí un fuerte llamado Lucilinburhuc. El nombre pasará a la ciudad que se forma alrededor, luego se transmitirá al país que se constituye alrededor de la ciudad, por lo que la ciudad y el país llevan el mismo nombre.

## Historia

### Edad Media

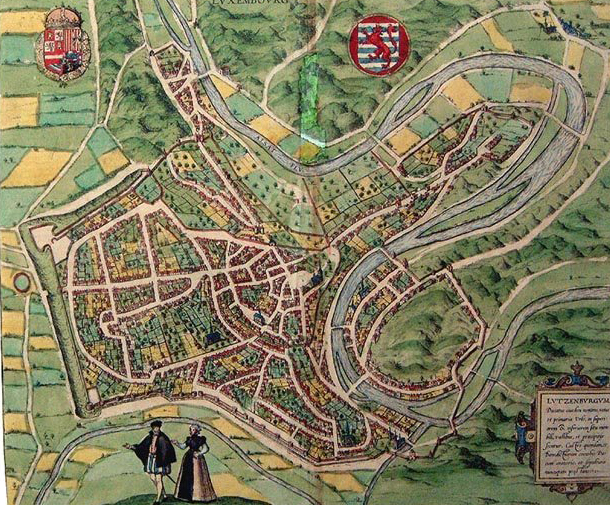
La ciudad de Luxemburgo al final de la Edad Media, diseñado en 1581 por Franz Hogenberg. El mapa cubre el área de Ville-Haute, limitada por el Alzette y el Pétrusse

La ciudad de Luxemburgo nace en los alrededores del año 963 con la construcción de un castillo construido sobre los vestigios de un antiguo castellum romano llamado Lucilinburhuc (pequeño castillo), el nuevo castillo, propiedad de Sigifredo I de Ardenne fue protegido de inmediato con un primer muro en 965.
En 1050 un nuevo muro exterior paralelo al anterior es construido para proteger la pequeña ciudad en expansión. Desde 1096, el título de Condado de Luxemburgo es utilizado por primera vez por Guillermo I. En 1244 la duquesa Ermesinda I concede a la ciudad el derecho a la libertad. En 1320 nuevos trabajos de fortificación de la ciudad son emprendidos bajo el reino de Juan el Ciego, trabajos que fueron terminados en 1398. En 1354 Luxemburgo se convierte en ducado bajo la regencia de Wenceslao I.
La ciudad de Luxemburgo, tras ser conquistada por las tropas borgoñonas dirigidas por Felipe el Bueno, entra definitivamente en la esfera de las grandes fortalezas europeas, lo que le valió el apodo de Gibraltar del Norte, además de ser asediada por las grandes potencias de la época y encontrarse enclavada entre ellas.

### Edad Moderna
En 1477, Luxemburgo pasa junto con todas las demás posesiones burgundias a mano de los Habsburgos austriacos. Con la muerte de Maximiliano de Austria y de María de Borgoña, su nieto el Emperador Carlos V de Alemania y I de España hereda lo que hoy es Luxemburgo como parte de los territorios de los Países Bajos, Flandes, el Franco Condado, Borgoña, Artois y el Palatinado entre otros. En 1543, las tropas francesas bajo el mando de Francisco I se adueñan del fuerte, que es reconquistado por el Imperio español en 1544. 
El Emperador tiene que hacer frente a varias revueltas religiosas como la luterana y la calvinista y envía como gobernador a Adriano de Utrecht, futuro Papa de Roma. Luego del sitio de 1684, las tropas francesas del marqués de Vauban reconquistan la fortaleza. Entre 1684 y 1688, Vauban hace construir fortificaciones de defensa. Tras la firma del tratado de Ryswick, la administración española retornó al lugar en 1698, aunque esta fue remplazada por la francesa borbónica tres años más tarde, durante la guerra de sucesión española.
Tras el tratado de Utrecht en 1713, los neerlandeses sustituyeron a los franceses durante dos cortos años, antes de que las tropas austriacas retomaran el control del ducado en 1715 para quedarse con él durante ochenta años.

### Edad Contemporánea
En 1795 luego de once meses de sitio y de bloqueo francés, la ciudad se rinde, para convertirse en el departamento de los bosques, que sería incorporado a la República y más adelante al Imperio francés, hasta 1814.
En 1815, el Congreso de Viena la incluye dentro del Reino Unido de los Países Bajos, pero como parte de la Confederación Germánica, quedando su fortaleza en manos prusianas hasta 1867, tras la Crisis luxemburguesa, es declarado neutral en la conferencia de Londres. Luxemburgo logrará la independencia completa en 1890 a la muerte del rey Guillermo III de los Países Bajos.
A pesar de los esfuerzos de Luxemburgo por permanecer neutral en la Primera Guerra Mundial, fue ocupada por Alemania el 2 de agosto de 1914. El 30 de agosto Helmuth von Moltke trasladó su sede a la ciudad de Luxemburgo, cerca de sus ejércitos en Francia, como preparación para una rápida victoria. Sin embargo la victoria nunca llegó, y Luxemburgo acogería al alto mando alemán durante otros cuatro años. Al final de la ocupación la ciudad fue el escenario de un intento comunista de revolución, el 9 de noviembre de 1918 los comunistas declararon una república socialista, pero solo duró un par de horas.
En 1921 los límites de la ciudad se expandieron enormemente. Las comunas de Eich, Hamm, Hollerich y Rollingergrund se incorporaron a la ciudad de Luxemburgo, haciendo de esta la comuna más grande del país (una posición que mantendría hasta 1978).
En mayo de 1940 Alemania invadió Luxemburgo de nuevo. Los nazis no estaban dispuestos a permitir que los luxemburgueses se autogobernasen, y poco a poco integraron a Luxemburgo en la Alemania nazi, adjuntando informalmente la administración del país a una provincia alemana vecina. Fue liberada el 10 de septiembre de 1944. La ciudad estuvo bajo bombardeo de largo alcance por cañones V-3 alemanes, en diciembre de 1944 y enero de 1945. Después de la guerra Luxemburgo puso fin a su neutralidad, y se convirtió en miembro fundador de varias instituciones inter-gubernamentales y supra-gubernamentales.

#### Desde 1945
Desde el fin de la Segunda Guerra Mundial en Europa, la ciudad no ha sufrido ninguna otra invasión. En 1952, la ciudad se convirtió en la sede de la Alta Autoridad de la Comunidad Europea del Carbón y del Acero. En 1967, la Alta Autoridad se fusionó con las comisiones de las demás instituciones europeas, aunque la ciudad de Luxemburgo dejó de ser la sede de la CECA, fue sede por algunos períodos parciales de sesiones del Parlamento Europeo hasta 1981. Luxemburgo sigue siendo la sede de la secretaría del Parlamento Europeo, así como del Tribunal de Justicia, Tribunal de Cuentas y el Banco Europeo de Inversiones. Varios departamentos de la Comisión Europea también se basan en Luxemburgo.

## Gobierno

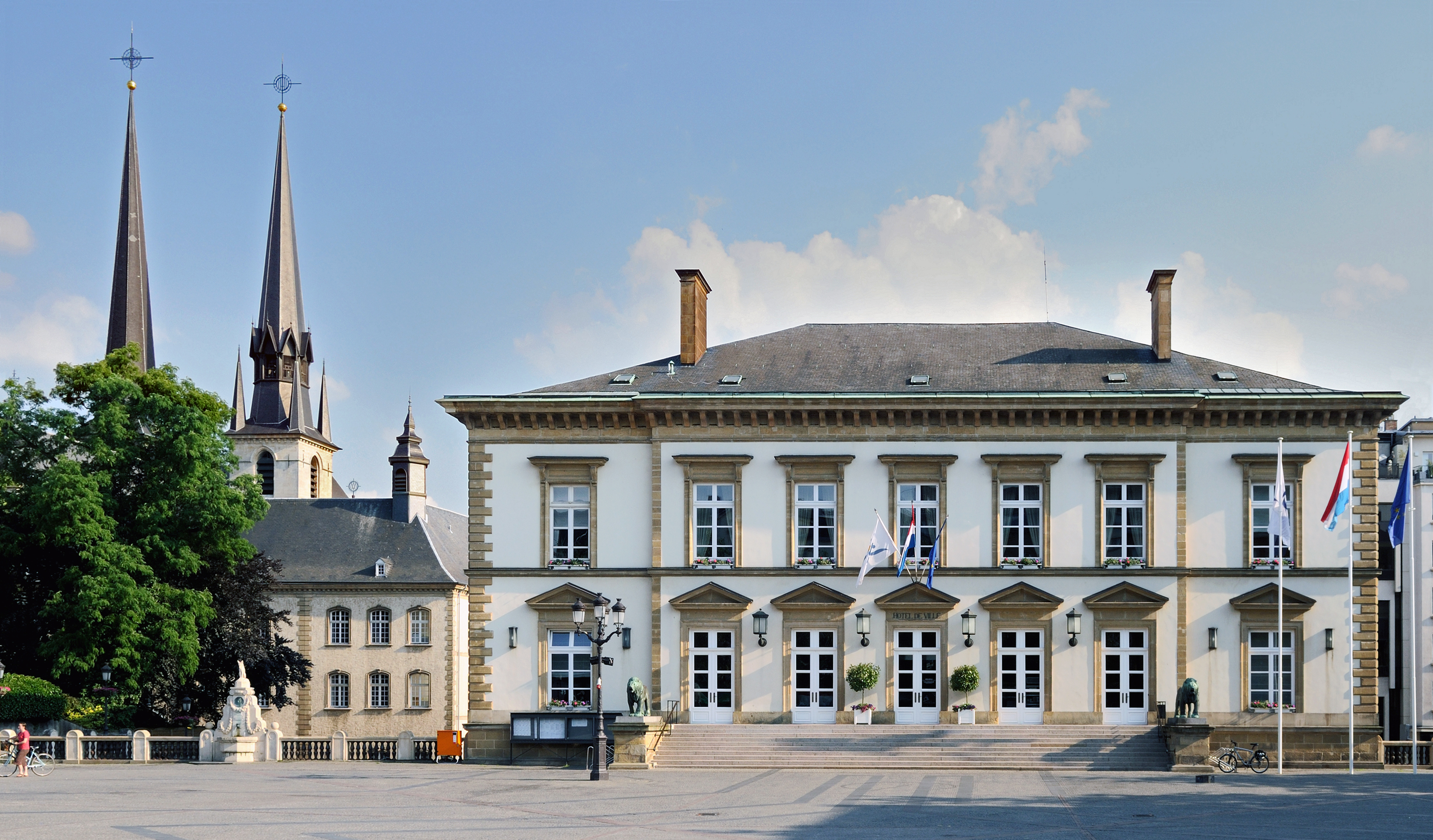
Ayuntamiento de Luxemburgo, sede de tanto la oficina del consejo comunal como de la alcaldía

El concejo municipal de la ciudad de Luxemburgo tiene 27 miembros, incluido el colegio de alcalde y concejales, compuesto por siete miembros.
Lydie Polfer, del centrista Partido Democrático (PD) es la alcaldesa desde el 17 de diciembre de 2013. El PD tuvo la mayoría en el consejo municipal de 2005 a 2017 en coalición con los Verdes. Desde 2017 gobierna en coalición con el centroderechista Partido Popular Social Cristiano (CSV).

### Gobierno Nacional
Como capital del país, todos los órganos constitucionales y muchas administraciones estatales tienen allí su sede: el Parlamento, el Consejo de Estado, el Palacio del Gran Duque, el Gobierno y los distintos ministerios, los órganos judiciales, etc.

## Sede de instituciones europeas

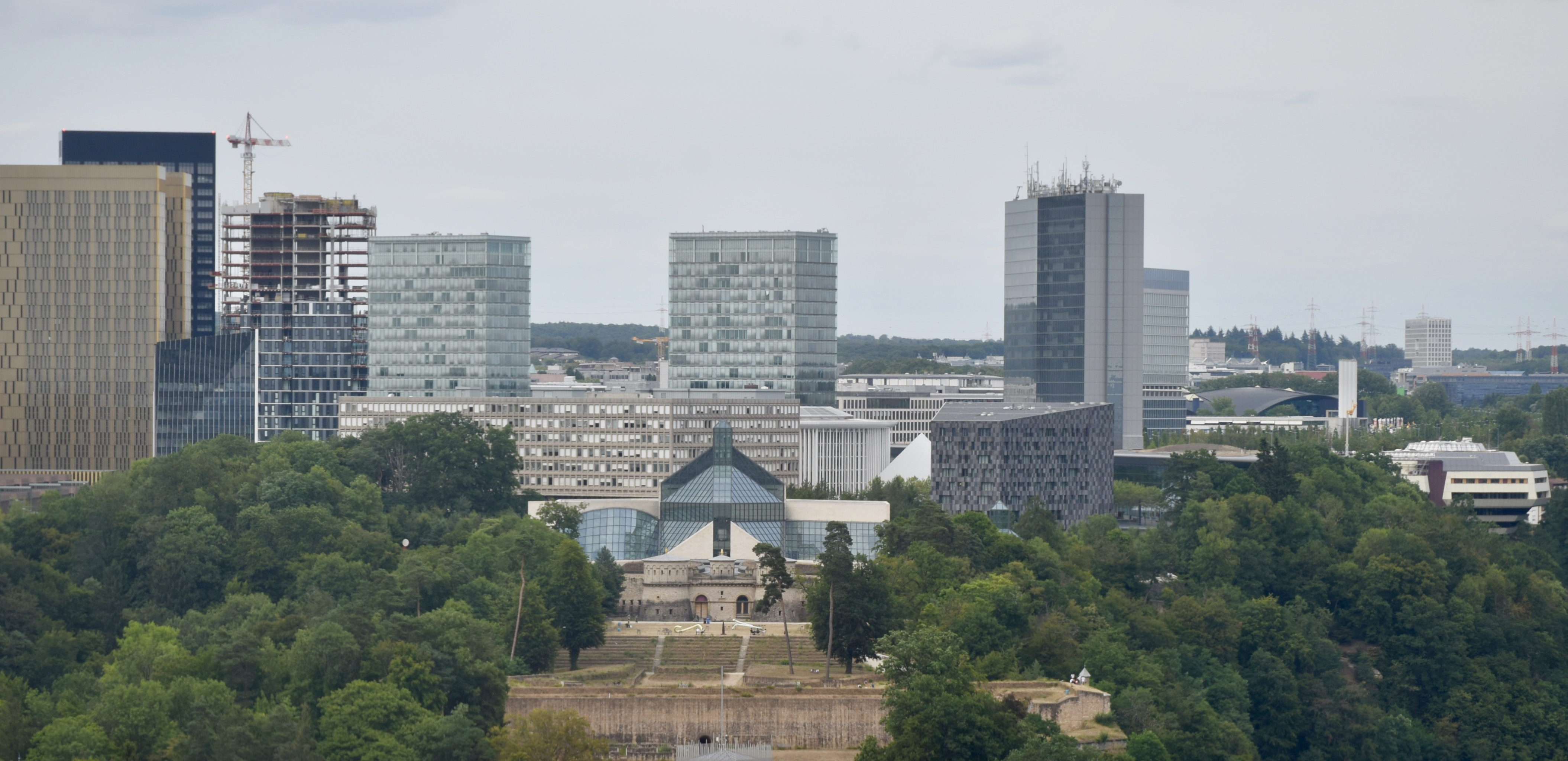
Distrito de Kirchberg, con el Fort Thüngen y el Mudam en primer plano

Las relaciones Luxemburgo-Unión Europea son las relaciones verticales entre la organización supranacional y uno de sus Estados miembros. El Gran Ducado de Luxemburgo desempeña un papel activo en la elaboración de las políticas de la Unión donde concede importancia a la adecuada participación de los Estados miembros más pequeños de la UE, así como en las reformas y el desarrollo de las instituciones comunitarias.
Históricamente los gobiernos de Luxemburgo han defendido de la integración europea. En 1951, Robert Schuman, el político francés originario de Luxemburgo, impulsa la Comunidad Europea del Carbón y del Acero (CECA). Esta comunidad suele ser considerada como la "semilla" de la Unión Europea. En 1957, Luxemburgo se convirtió en uno de los seis países fundadores de la Comunidad Económica Europea (más adelante Unión Europea) y en 1999 se unió al área monetaria del Euro.

## Geografía

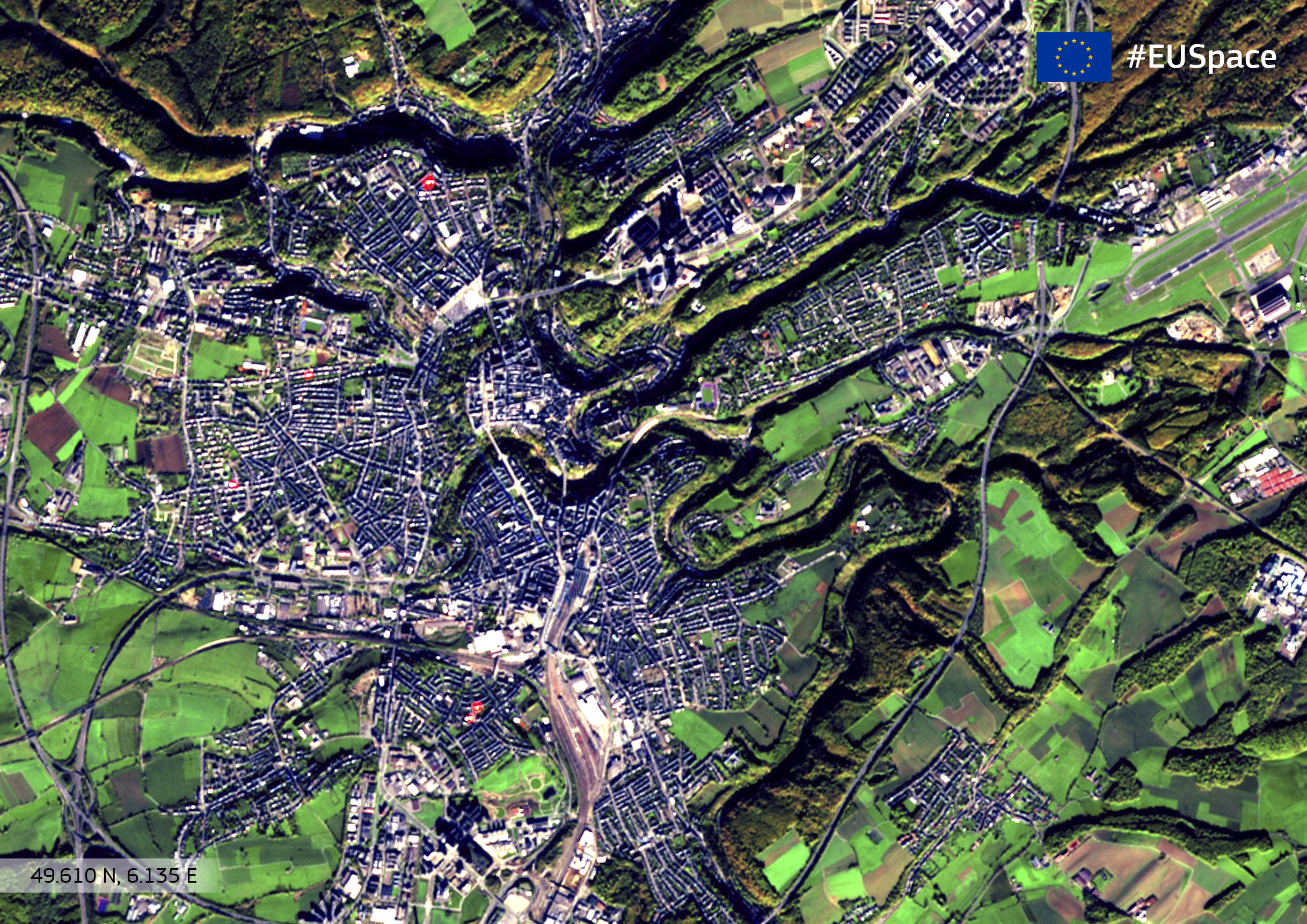
Fotografía aérea de Luxemburgo.

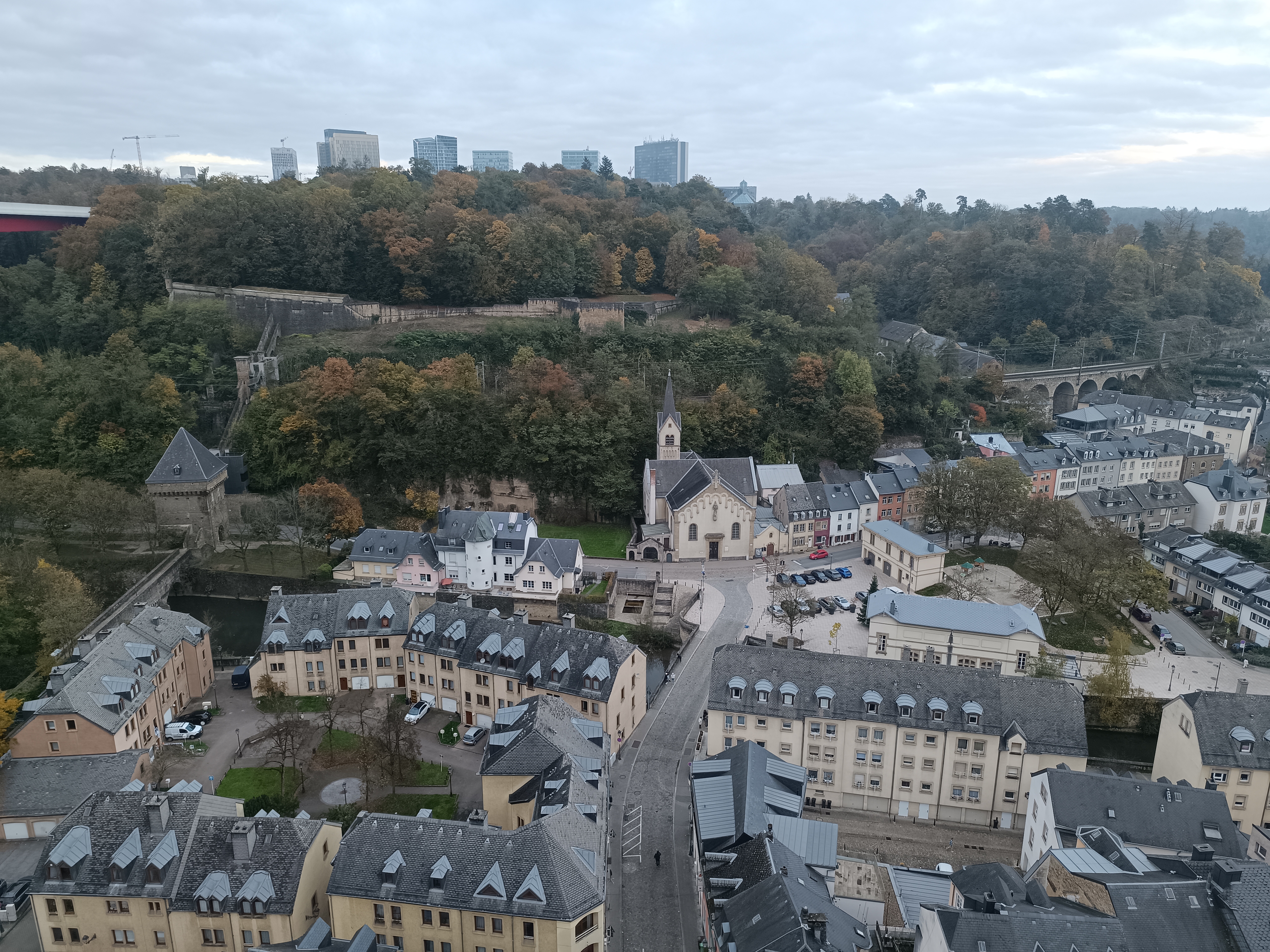
Barrio de Pfaffenthal o Pafendall.

La ciudad de Luxemburgo se encuentra en la parte sur de la meseta de Luxemburgo, una gran formación de areniscas del Jurásico Temprano que forma el corazón de Gutland, un área baja y plana que cubre los dos tercios meridionales del país. 
El centro urbano está ubicado en un lugar pintoresco sobre una saliente, en lo alto de los acantilados escarpados que descienden en los estrechos valles de los ríos Alzette y Pétrusse, cuya confluencia se encuentra en la ciudad. Los 70 m de profundas gargantas cortadas por los ríos están atravesados por numerosos puentes y viaductos, incluyendo el puente Adolfo, el puente de la Gran Duquesa Carlota, y la Pasarela. A pesar de que la ciudad no es particularmente grande, su diseño es complejo, ya que está distribuida en varios niveles.
La ciudad tiene una superficie de 51.73 km², que corresponde al 2% de la superficie total del Gran Ducado. Esto hace de la ciudad la cuarta comuna más grande en Luxemburgo, y por mucho, la mayor área urbana. Con unos 1700 habitantes por km², la ciudad no está particularmente poblada, tiene amplias zonas que se mantienen como parques, áreas forestales, sitios históricos importantes (sobre todo los sitios de la Unesco), mientras que también hay grandes extensiones de tierras de cultivo en los límites de la ciudad.
Está dividida en veinticuatro distritos independientes, que constituyen el nivel más alto de la administración pública de la ciudad:
- Ville-Haute, centro de la ciudad
- Kirchberg (oficialmente, Kirchberg/Kiem)
- Belair
- Bonnevoie-Nord-Verlorenkost
- Bonnevoie-Sud
- Cents
- Cessange
- Clausen
- Dommeldange
- Eich
- Gare
- Gasperich
- Grund
- Hamm
- Hollerich
- Limpertsberg, Merl
- Muhlenbach
- Neudorf-Weimershof
- Pafendall
- Pulvermuhl
- Rollingergrund-Belair-Nord Louxemburg
- Weimerskirch.

### Kirchberg
Kirchberg es un barrio situado en la Ciudad de Luxemburgo. Consiste en una meseta situada al noreste del centro de la ciudad, Ville Haute. Su rasgo más destacable son varias instituciones de la Unión Europea, como el Tribunal de Justicia de la Unión Europea, el Tribunal de Cuentas de la Unión Europea, parte de la Comisión Europea, la Secretaría del Parlamento Europeo, el Banco Europeo de Inversiones, y la Escuela Europea de Luxemburgo, todas ellas situadas en la parte occidental. 

### Clima

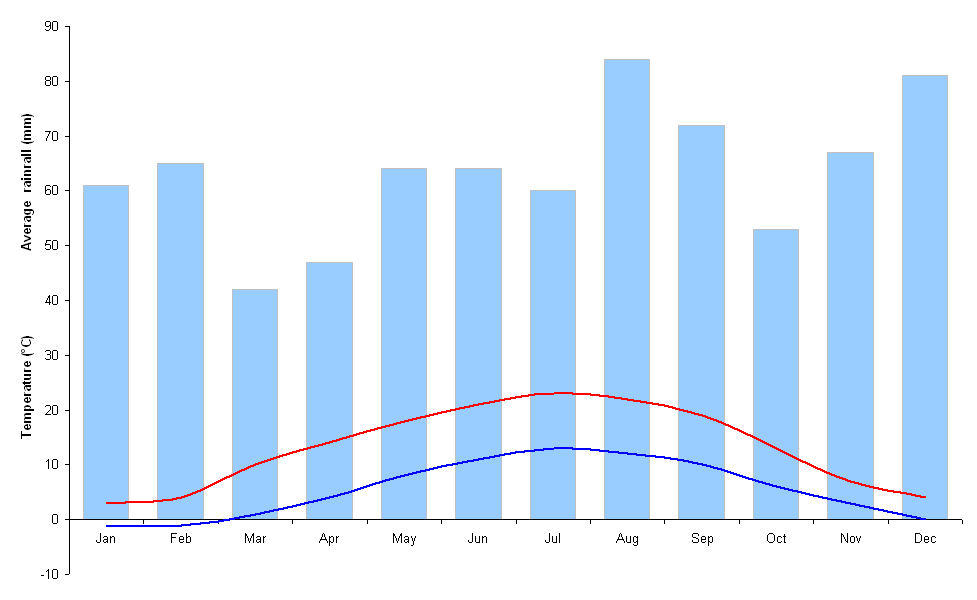
Clima de Luxemburgo.

Luxemburgo tiene un clima oceánico influenciado por las brisas del océano Atlántico, y se caracteriza por los inviernos leves y veranos frescos. El aire es generalmente templado y húmedo. La ciudad recibe un promedio de 782,2 mm de precipitaciones por año. Las temperaturas medias anuales son de 9 °C, las más bajas promedian 0,8 °C en enero y las más altas son de 17,5 °C en julio.
Las temperaturas más altas generalmente se dan en julio y agosto. 
| Parámetros climáticos promedio de Luxemburgo         | Parámetros climáticos promedio de Luxemburgo | Parámetros climáticos promedio de Luxemburgo | Parámetros climáticos promedio de Luxemburgo | Parámetros climáticos promedio de Luxemburgo | Parámetros climáticos promedio de Luxemburgo | Parámetros climáticos promedio de Luxemburgo | Parámetros climáticos promedio de Luxemburgo | Parámetros climáticos promedio de Luxemburgo | Parámetros climáticos promedio de Luxemburgo | Parámetros climáticos promedio de Luxemburgo | Parámetros climáticos promedio de Luxemburgo | Parámetros climáticos promedio de Luxemburgo | Parámetros climáticos promedio de Luxemburgo |
| Mes                                                  | Ene.                                         | Feb.                                         | Mar.                                         | Abr.                                         | May.                                         | Jun.                                         | Jul.                                         | Ago.                                         | Sep.                                         | Oct.                                         | Nov.                                         | Dic.                                         | Anual                                        |
| ---------------------------------------------------- | -------------------------------------------- | -------------------------------------------- | -------------------------------------------- | -------------------------------------------- | -------------------------------------------- | -------------------------------------------- | -------------------------------------------- | -------------------------------------------- | -------------------------------------------- | -------------------------------------------- | -------------------------------------------- | -------------------------------------------- | -------------------------------------------- |
| Temp. máx. media (°C)                                | 2.3                                          | 4.2                                          | 8.0                                          | 12.1                                         | 16.8                                         | 19.9                                         | 22.0                                         | 21.0                                         | 18.2                                         | 13.0                                         | 6.6                                          | 3.3                                          | 12.3                                         |
| Temp. media (°C)                                     | 0.0                                          | 1.2                                          | 4.3                                          | 7.7                                          | 12.0                                         | 15.1                                         | 17.0                                         | 16.4                                         | 13.8                                         | 9.4                                          | 3.9                                          | 1.0                                          | 8.5                                          |
| Temp. mín. media (°C)                                | -2.3                                         | -1.8                                         | 0.6                                          | 3.3                                          | 7.1                                          | 10.2                                         | 12.0                                         | 11.8                                         | 9.3                                          | 5.7                                          | 1.2                                          | -1.3                                         | 4.7                                          |
| Precipitación total (mm)                             | 71.2                                         | 61.7                                         | 70.0                                         | 61.2                                         | 81.2                                         | 82.2                                         | 68.4                                         | 72.3                                         | 70.0                                         | 74.6                                         | 83.2                                         | 79.6                                         | 875.6                                        |
| Días de precipitaciones (≥ 0.1 mm)                   | 18.3                                         | 15.0                                         | 16.6                                         | 15.5                                         | 16.0                                         | 14.6                                         | 12.5                                         | 13.5                                         | 12.6                                         | 14.4                                         | 16.4                                         | 16.9                                         | 182.3                                        |
| Horas de sol                                         | 43.4                                         | 81.9                                         | 117.8                                        | 165.0                                        | 207.7                                        | 210.0                                        | 232.5                                        | 207.7                                        | 159.0                                        | 108.5                                        | 57.0                                         | 43.4                                         | 1633.9                                       |
| Fuente n.º 1: World Meteorological Organisation (UN) |                                              |                                              |                                              |                                              |                                              |                                              |                                              |                                              |                                              |                                              |                                              |                                              |                                              |
| Fuente n.º 2: Hong Kong Observatory.                 |                                              |                                              |                                              |                                              |                                              |                                              |                                              |                                              |                                              |                                              |                                              |                                              |                                              |

## Demografía
La ciudad contaba con unos 75 377 habitantes en 1991 y en 2004 su población había aumentado a 83 832 personas. En 2011, la población era de 90 000 habitantes.
| 1871   | 1900   | 1930   | 1970   | 2000   | 2006   | 2010   | 2011   | 2024    |
| ------ | ------ | ------ | ------ | ------ | ------ | ------ | ------ | ------- |
| 26 303 | 39 488 | 53 837 | 76 159 | 80 670 | 82 509 | 90 848 | 95 058 | 134 697 |

## Economía
Anteriormente dominada por la industria pesada y la agricultura, la economía de Luxemburgo ha experimentado profundos cambios desde principios de 1970. Antes de la previsible disminución en la importancia de la industria pesada, el Gobierno de Luxemburgo sistemáticamente aplicó una política de diversificación. Se establecieron nuevas industrias, desarrollándose con gran éxito, sobre todo en el sector bancario y de seguros. La ciudad de Luxemburgo es uno de los más importantes centros financieros del mundo. Es después de Estados Unidos el mayor centro de especialización para los fondos de inversión en el mundo, además de ser líder en Europa Central de empresas de reaseguros y el mayor centro de banca privada de la propia eurozona. El sector financiero es el pilar más importante de la economía de la ciudad. En general, los servicios financieros y los servicios a las empresas generan hoy casi la mitad del valor agregado bruto de Luxemburgo. El sector financiero cuenta con el 22 por ciento de la fuerza laboral. La gran mayoría de estas empresas están instaladas en los distritos de Kirchberg y Ville-Haute, directamente en la capital.
En la actualidad la ciudad ostente la quinta posición de ciudades con mejor nivel de vida del mundo.
La industria de la construcción es una industria importante. Se beneficia de la creación de nuevas industrias, bancos y compañías de seguros, así como de obras públicas para mejorar la infraestructura.
La ciudad de Luxemburgo es el centro administrativo de ArcelorMittal, la mayor compañía siderúrgica en el mundo. Se formó en 2007 mediante la fusión de la antes independiente multinacional siderúrgica Arcelor y Mittal Steel. Arcelor se creó en 2002 por la fusión de las empresas siderúrgicas Arbed (Luxemburgo), Usinor (Francia) y Aceralia (España). Arbed siempre ha sido el mayor empleador privado en Luxemburgo. La antigua sede de Arbed estaba en un edificio de estilo neoclásico en la Avenue de la Liberté, el mayor bulevar de Luxemburgo.

## Urbanismo
Avenida de la Liberté
La Avenida de la Liberté (en francés: Avenue de la Liberté, literalmente Avenida de la Libertad) es una calle en la ciudad de Luxemburgo, en el sur del país europeo de Luxemburgo. La avenida es una arteria vial de sentido único, con cuatro carriles de transporte de tráfico desde el norte del barrio Gare, al sur de ese sector, en la estación de tren de Luxemburgo.
Plaza de Armas
La plaza de Armas (en francés: Place d'Armes; en luxemburgués: Plëss d'Arem) es una plaza en la ciudad de Luxemburgo, en el sur del Gran Ducado de Luxemburgo. Situada en el centro de la vieja ciudad, que atrae a un gran número de vecinos y visitantes, sobre todo en los meses de verano. En un principio fue un patio de armas para las tropas que defendían la ciudad.
Plaza Guillermo II
La plaza Guillermo II (en francés: Place Guillaume II; en luxemburgués conocida simplemente como: Knuedler) es una plaza en la ciudad de Luxemburgo, en el sur del Gran Ducado de Luxemburgo. La plaza se encuentra al oeste de Krautmaart y al norte del bulevar de Franklin Delano Roosevelt en el corazón del histórico barrio de Haute Ville de Luxemburgo. Se conoce coloquialmente como Knuedler, que viene de la palabra del idioma luxemburgués 'nudo', en referencia al nudo en el cinturón usado por los frailes franciscanos.

## Servicios

### Educación
Universidad de Luxemburgo
Universidad del Sagrado Corazón
La Universidad del Sagrado Corazón de Luxemburgo abreviado como SHUL, es una escuela de negocios y el campus de la Universidad del Sagrado Corazón, con sede en la Ciudad de Luxemburgo, en el sur del país y principado europeo de Luxemburgo.

### Transportes

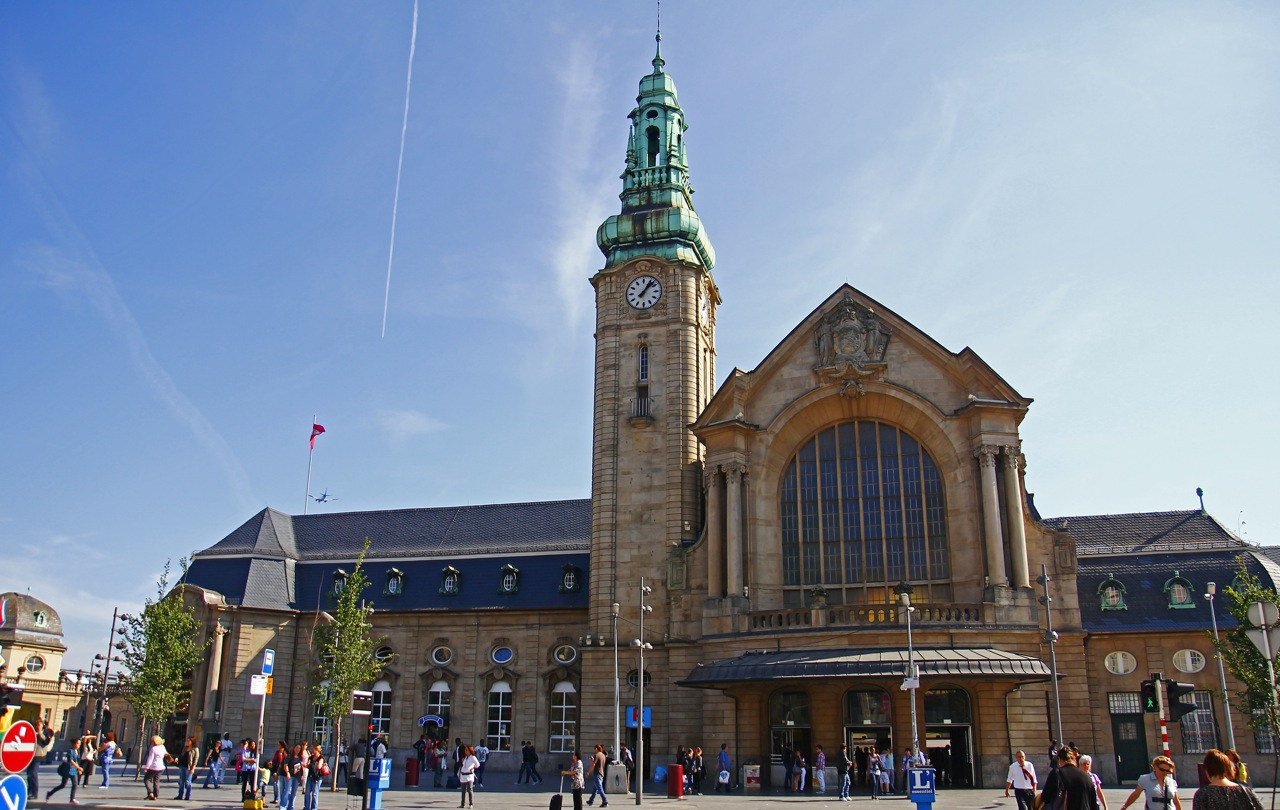
Estación de Luxemburgo.

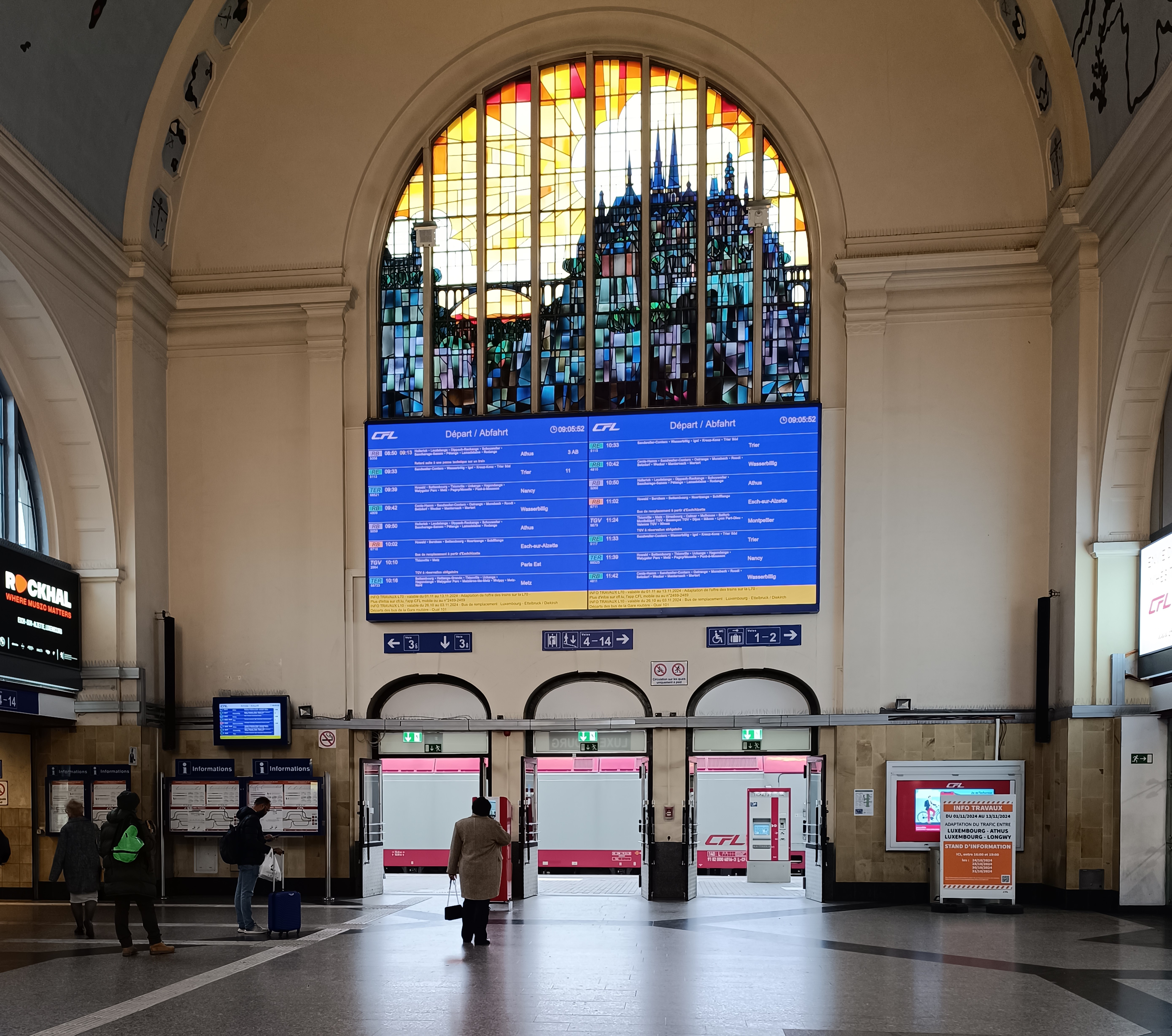
Interior de la estación.

Aeropuerto de Luxemburgo
El Aeropuerto Internacional de Luxemburgo Findel (en luxemburgués: Fluchhafe Lëtzebuerg Findel) (código IATA: LUX - código ICAO: ELLX) es el principal aeropuerto de Luxemburgo, y el único del país con una pista pavimentada, con orientación 06/24 y un tamaño de 4 000 metros de largo por 60 metros de ancho.
El aeropuerto tiene dos terminales y es completamente internacional ya que no hay otros aeropuertos comerciales en el país.
Luxair, la aerolínea internacional de Luxemburgo, y Cargolux, una aerolínea exclusiva de carga, tienen su base en las cercanías del aeropuerto.
Estación de Luxemburgo
La estación de Luxemburgo (en luxemburgués: Gare Lëtzebuerg: en francés: Gare de Luxembourg; en alemán: Bahnhof Luxemburg) es la principal estación ferroviaria de la ciudad de Luxemburgo, al sur de Luxemburgo. Es operada por la compañía estatal ferroviaria de Société Nationale des Chemins de Fer Luxembourgeois.
Es el centro de la red ferroviaria nacional de Luxemburgo, que sirve como punto de escala a todas (salvo una) las líneas ferroviarias de Luxemburgo -con la excepción de la línea 80, que solamente para en una estación en Luxemburgo-.-.  También funciona como centro ferroviario internacional del país, con servicios a todos los países del entorno: Bélgica, Francia y Alemania. Desde junio de 2007, la Línea de alta velocidad Est ha conectado la estación a la red francesa de TGV. 

## Cultura
El estilo de vida en Luxemburgo está muy influenciado por un gran contenido cultural, se caracteriza por su apertura al mundo, es decir, una disposición mentalmente abierta, por una cantidad infraestructuras culturales entre las cuales siempre cabe lugar a la elección entre varias opciones, lo que fomenta la diversidad. Además, las escenas naturales son muy frecuentes,  el multilingüismo, las fiestas y las tradiciones.
Como consecuencia de todas estas contribuciones se obtiene una interesante cantidad de obras literarias, artísticas, arquitectónicas y musicales. Se cultivan la ópera, la danza y el teatro además de otras artes expresivas, el Festival de Luxemburgo o el Festival de Wiltz, las noches de música clásica en la Filarmónica de Luxemburgo o el Festival Internacional de Echternach son algunas manifestaciones en las cuales se puede apreciar la capacidad de los artistas, además, es posible que cualquiera que desee expresarse pueda hacerlo en casi cualquiera de estos escenarios, sobre todo en los festivales de carácter abierto.
En cuanto al punto de vista musical tienen mucho éxito el rock,  el pop o el indie. En los festivales al aire libre se puede dar cuentas de la variedad de música que se presenta en Luxemburgo.
En 1994, la UNESCO declaró el conjunto del casco antiguo de Luxemburgo patrimonio cultural de la humanidad. Luxemburgo fue Capital Europea de la Cultura en 1995 y 2007. En 2007, Luxemburgo fue Capital Europea de la Cultura junto con la Gran Región. La ciudad rumana de Sibiu también estuvo involucrada.

### Lugares de interés
La ciudad también se caracteriza por una cultura de museos muy amplia, además del Museo de Luxemburgo cabe mencionar el Museo Histórico de la Ciudad de Luxemburgo, el MUDAM y el Museo Nacional de Historia Natural. Igualmente destacan las galerías de arte Villa Vauban, Casino Luxemburgo y Am Tunnel. También tienen importante presencia sus dos teatros principales como son Gran Teatro de Luxemburgo y Théâtre des Capucins. La sala de conciertos Philharmonie acoge los eventos musicales de la capital, así como el gran auditorio del Conservatorio de Luxemburgo.
También se encuentra la Catedral Nuestra Señora de Luxemburgo. Fue, originalmente, una catedral jesuita, y su base fue construida en 1613.

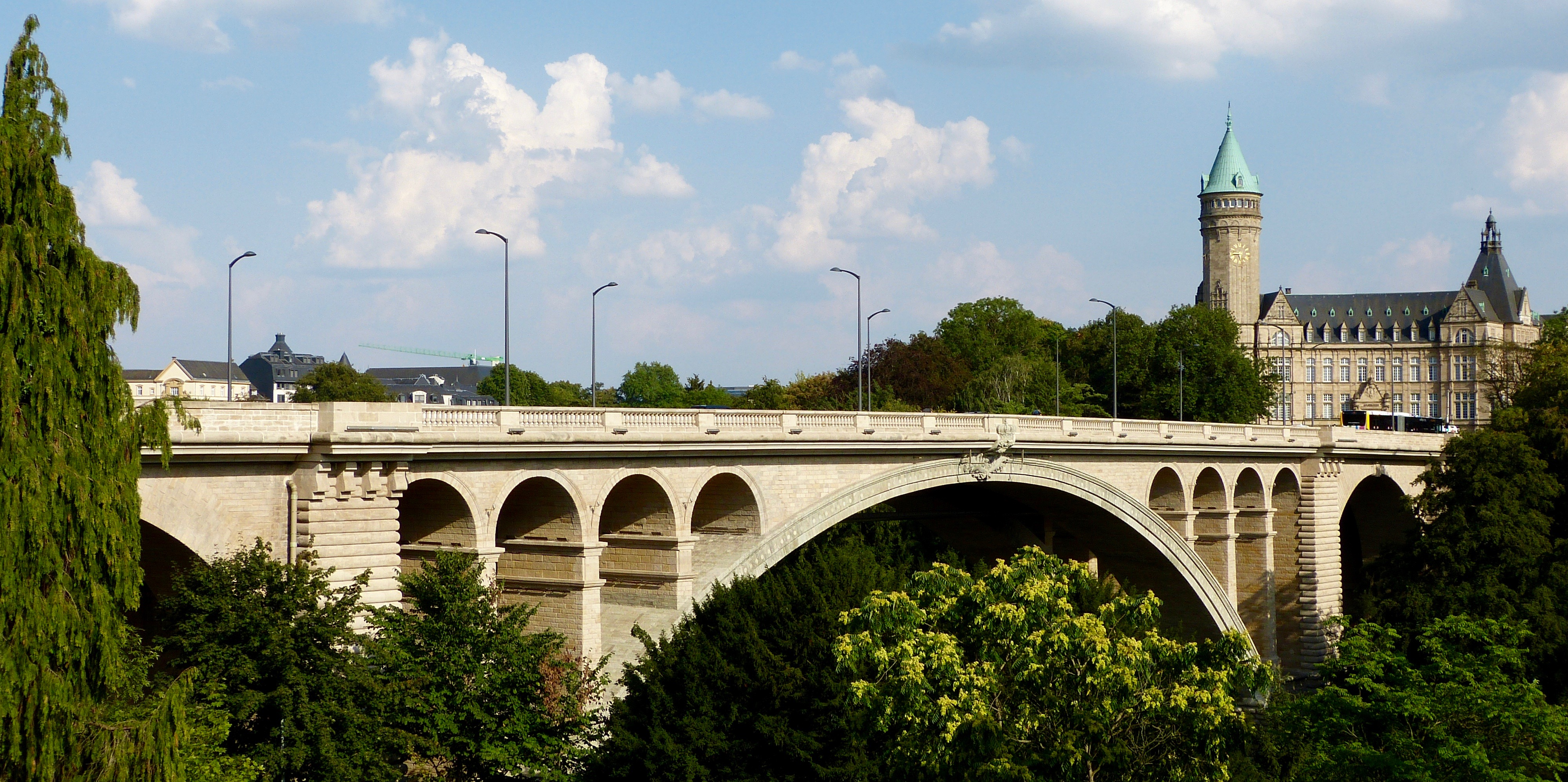
Puente Adolfo

Biblioteca Nacional
Fort Thüngen
Fort Thüngen es una fortificación histórica de la Ciudad de Luxemburgo. Está situada en el Parque Dräi Eechelen, en el barrio de Kirchberg, al nordeste de la ciudad. También se conoce coloquialmente como las Tres Bellotas (luxemburgués: Dräi Eechelen, francés: Trois Glands, alemán: Drei Eicheln) en referencia a las bellotas situadas en la punta de las tres torres.
Construido en 1732, fue ampliado en 1836, y reforzado en 1860. Debe su nombre al barón Adán Segismundo de Thüngen, comandante de la fortaleza. La construcción se construyó sobre la Redoute du parc, fuerte levantado cincuenta años antes por Vauban. 
Gran Teatro
Museo de Arte Moderno
Museo Histórico de la Ciudad
Museo Nacional de Historia y Arte
Palacio Gran Ducal
El Palacio Gran Ducal (en luxemburgués: Groussherzogleche Palais; en francés: Palais grand-ducal; en alemán: Großherzogliches Palais) es un palacio en la ciudad de Luxemburgo, al sur de Luxemburgo.
Puente Adolfo
Villa Louvigny

### Monumentos
Cementerio y monumento estadounidense
El Cementerio y monumento estadounidense de Luxemburgo (en luxemburgués: Amerikaneschen Zaldotekierfecht zu Hamm; en alemán:Amerikanischer Friedhof mit Gedenkstätte in Luxemburg; en francés: Cimetière américain de Luxembourg) se encuentra en la Ciudad de Luxemburgo, en el Gran Ducado de Luxemburgo. El cementerio se encuentra a 2,5 kilómetros al suroeste del Aeropuerto Findel. Es administrado por la Comisión de Monumentos de Batallas estadounidense. En virtud de un tratado entre Estados Unidos y Luxemburgo, firmado en 1951, al gobierno de EE. UU. se le concedió libre uso a perpetuidad de los terrenos que cubre el cementerio, sin impuestos.
Monumento del Recuerdo
El Monumento del Recuerdo (en francés: Monument du souvenir; conocido por el apodo Gëlle Fra que en luxemburgués quiere decir «Dama de oro») es un monumento a los caídos en la ciudad de Luxemburgo, en el sur de Luxemburgo. Está dedicado a los miles de luxemburgueses que se ofrecieron voluntariamente para el servicio en las fuerzas armadas de las potencias aliadas durante la Primera Guerra Mundial.
El Gëlle Fra está situado en la Plaza de la Constitución, en la zona llamada Ville Haute del centro de la ciudad de Luxemburgo.

### Iglesias
Catedral de Nuestra Señora
La Catedral de Santa María o Catedral de Nuestra Señora (en alemán Kathedrale unserer lieben Frau, en francés Cathédrale Notre-Dame y en luxemburgués Kathedral Notre-Dame) es una catedral católica luxemburguesa, que, al ser la catedral de la Arquidiócesis de Luxemburgo, constituye la principal iglesia de ese país. Su primera piedra fue colocada en 1613, y originalmente era una iglesia perteneciente a los jesuitas.
La catedral constituye un ejemplo del estilo gótico, sin embargo, posee algunos elementos renacentistas. A finales del siglo XVIII, la iglesia recibió la imagen milagrosa de Maria Consolatrix Afflictorum (del latín, María, consuelo de los afligidos), la patrona de la ciudad y el ducado.
Aproximadamente cincuenta años después, la iglesia fue consagrada; y elevada en 1870 al rango de catedral por Pío IX. Y, de 1935 a 1938, fue ampliada.
Iglesia de San Miguel
La Iglesia de San Miguel (en luxemburgués: Méchelskierch; en francés:  Église Saint-Michel; en alemán: Sankt Michaelskirche) es una iglesia católica en Ciudad de Luxemburgo, en el sur de Luxemburgo. Está situado en Fishmarket, en el céntrico barrio Ville Haute.
Iglesia de San Pedro y San Pablo
La Iglesia de San Pedro y San Pablo (en luxemburgués: Russesch-orthodox Kierch zu Lëtzebuerg) Es la primera iglesia ortodoxa rusa en Luxemburgo. Se encuentra bajo la jurisdicción de la Diócesis de Europa Occidental de la Iglesia Ortodoxa Rusa.
En 1975, con el permiso de las autoridades locales se obtuvo un lote de tierra. En 1979 el arzobispo Anthony (Bartoshevich) colocó la primera piedra de la iglesia.

### Deportes
Estadio de Luxemburgo

## Hermanamientos
- Camden, Londres, Reino Unido
- Metz, Francia